# Fußball in Wales

Wappenschild der Football Association of Wales

Fußball (walisisch: pêl-droed) hat in Wales eine lange Tradition und gehört dort neben Rugby zu den beliebtesten Sportarten. Der nationale Fußballverband, die Football Association of Wales (kurz: FAW), wurde 1876 gegründet und ist damit nach der FA und der SFA der drittälteste Fußballverband der Welt.
Obwohl Wales kein eigenständiges Land ist, ist die FAW sowohl Mitglied der FIFA als auch der UEFA und stellt eine eigene Nationalmannschaft. Der walisische Fußball brachte zahlreiche Legenden wie Gareth Bale, Ian Rush, Ivor Allchurch, Neville Southall, John Charles oder Ryan Giggs hervor. Trotzdem nahm die Nationalmannschaft bisher lediglich an den Weltmeisterschaften 1958 und 2022 sowie an den Europameisterschaften 2016 und 2021 teil. Bei der EM 2016 wurde unter Trainer Chris Coleman mit dem Erreichen des Halbfinals der bisher größte Erfolg bei einem großen internationalen Turnier eingefahren.
Traditionell spielten die walisischen Vereinsmannschaften im englischen Ligensystem. 1992 wurde mit der Cymru Premier erstmals eine rein-walisische Liga gegründet. Fünf Mannschaften weigerten sich, der walisischen Liga beizutreten, und spielen weiterhin in den englischen Ligen.

## Geschichte

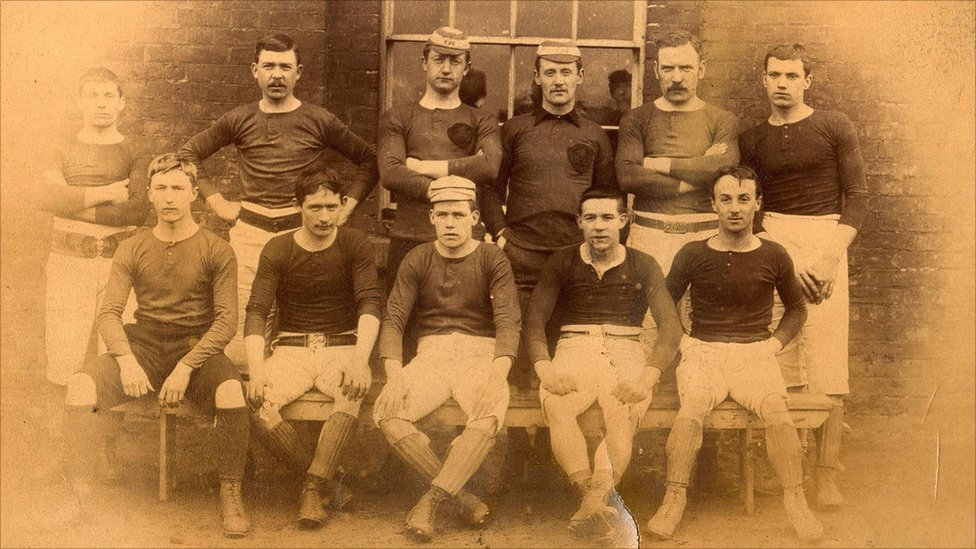
Foto der walisischen Nationalmannschaft von 1887

Als Wiege des walisischen Fußballs gilt das Gebiet um die Stadt Wrexham in Nordwales, wo in den 1860er Jahren die ersten Fußballvereine gegründet wurden. 1876 rief die Londoner Sportzeitung The Field dazu auf, ein Spiel zwischen Wales und Schottland oder Irland zu organisieren. Der walisische Rechtsanwalt Llewelyn Kenrick folgte diesem Aufruf und gründete noch im selben Jahr die Football Association of Wales. Das erste Länderspiel der walisischen Nationalmannschaft gegen Schottland fand am 25. März 1876 im Hamilton Crescent in Glasgow statt und endete mit einem 4:0 für Schottland.
Bis ins frühe 20. Jahrhundert beschränkte sich die Popularität des Fußballs vor allem auf den Norden von Wales, während im Süden die Rugby-Begeisterung klar dominierte. Ab den 1910er Jahren machten erstmals auch Vereine aus dem Süden von sich reden. Für große Euphorie sorgte beispielsweise Swansea Town 1915 mit einem Überraschungssieg im FA Cup gegen den damals amtierenden englischen Meister Blackburn Rovers. 1927 gewann Cardiff City als erste und bisher einzige walisische Mannschaft den FA Cup.

## Ligasystem
Die höchste Spielklasse in Wales ist seit 1992 die Cymru Premier, in der sowohl professionelle als auch halbprofessionelle Vereine spielen. In der zweiten und dritten Spielklasse sind die Vereine halbprofessionell. Darunter befinden sich reine Amateurligen.     
| Ebene | Ebene | Spielklasse                        | Spielklasse                        | Spielklasse                        | Spielklasse                        | Spielklasse                        | Spielklasse                        | Spielklasse                        | Spielklasse                        | Spielklasse                        | Spielklasse                        | Spielklasse                        | Spielklasse                        | Spielklasse                        | Spielklasse                        | Spielklasse                        | Spielklasse                        |
| ----- | ----- | ---------------------------------- | ---------------------------------- | ---------------------------------- | ---------------------------------- | ---------------------------------- | ---------------------------------- | ---------------------------------- | ---------------------------------- | ---------------------------------- | ---------------------------------- | ---------------------------------- | ---------------------------------- | ---------------------------------- | ---------------------------------- | ---------------------------------- | ---------------------------------- |
| 1     | 1     | Cymru Premier 12 Vereine           | Cymru Premier 12 Vereine           | Cymru Premier 12 Vereine           | Cymru Premier 12 Vereine           | Cymru Premier 12 Vereine           | Cymru Premier 12 Vereine           | Cymru Premier 12 Vereine           | Cymru Premier 12 Vereine           | Cymru Premier 12 Vereine           | Cymru Premier 12 Vereine           | Cymru Premier 12 Vereine           | Cymru Premier 12 Vereine           | Cymru Premier 12 Vereine           | Cymru Premier 12 Vereine           | Cymru Premier 12 Vereine           | Cymru Premier 12 Vereine           |
| 2     | 2     | Cymru North 16 Vereine             | Cymru North 16 Vereine             | Cymru North 16 Vereine             | Cymru North 16 Vereine             | Cymru North 16 Vereine             | Cymru North 16 Vereine             | Cymru North 16 Vereine             | Cymru North 16 Vereine             | Cymru South 16 Vereine             | Cymru South 16 Vereine             | Cymru South 16 Vereine             | Cymru South 16 Vereine             | Cymru South 16 Vereine             | Cymru South 16 Vereine             | Cymru South 16 Vereine             | Cymru South 16 Vereine             |
| 3     | 3     | Ardal Leagues Northeast 16 Vereine | Ardal Leagues Northeast 16 Vereine | Ardal Leagues Northeast 16 Vereine | Ardal Leagues Northeast 16 Vereine | Ardal Leagues Northwest 16 Vereine | Ardal Leagues Northwest 16 Vereine | Ardal Leagues Northwest 16 Vereine | Ardal Leagues Northwest 16 Vereine | Ardal Leagues Southeast 16 Vereine | Ardal Leagues Southeast 16 Vereine | Ardal Leagues Southeast 16 Vereine | Ardal Leagues Southeast 16 Vereine | Ardal Leagues Southwest 16 Vereine | Ardal Leagues Southwest 16 Vereine | Ardal Leagues Southwest 16 Vereine | Ardal Leagues Southwest 16 Vereine |

## Walisische Vereine im englischen Ligensystem
Die folgenden Vereine spielen im englischen Ligensystem:
- Swansea City (EFL Championship)
- Cardiff City (EFL Championship)
- AFC Newport County (EFL League Two)
- AFC Wrexham (EFL League One)
- Merthyr Town (Southern Football League)

## Pokalwettbewerbe
Der prestigeträchtigste Pokalwettbewerb in Wales ist der Welsh Cup. Er wurde erstmals in der Spielzeit 1877/78 gespielt und ist damit einer der ältesten Pokalwettbewerbe der Welt. Der Welsh Cup wird von der FAW ausgerichtet. Während früher alle walisischen Mannschaften teilnahmeberechtigt waren, sind es seit 1996 nur noch jene, die auch im walisischen Ligasystem spielen. Im Zuge dessen rief die FAW 1997 den FAW Premier Cup ins Leben, an dem auch die Mannschaften aus dem englischen Ligensystem teilnehmen konnten. Er wurde jedoch bereits im Jahr 2008 wieder eingestellt.
Neben dem Welsh Cup gibt es seit 1992 noch den Welsh League Cup. Teilnahmeberechtigt sind die Vereine der beiden obersten Ligastufen des walisischen Ligasystems.